# Rantechaux
Rantechaux ist eine Ortschaft und eine Commune déléguée in der Gemeinde Les Premiers Sapins mit 181 Einwohnern (Stand: 1. Januar 2019) im französischen Département Doubs in der Region Bourgogne-Franche-Comté.

## Geographie
Rantechaux liegt auf 752 m, fünf Kilometer südöstlich von Valdahon und etwa 30 Kilometer südöstlich der Stadt Besançon (Luftlinie). Das Dorf erstreckt sich im Jura, an einem leicht nach Norden geneigten Hang am südlichen Rand des Plateaus von Valdahon, dem sogenannten ersten Plateau des Juras, am Fuß der ersten hohen Juraketten.
Die Fläche des einst 5,71 km² großen Gemeindegebiets umfasst einen Abschnitt des französischen Juras. Der nördliche Teil des Gebietes wird vom nur schwach reliefierten Hochplateau von Valdahon eingenommen, das durchschnittlich auf 740 m liegt. Es ist hauptsächlich von Acker- und Wiesland bestanden. Das Plateau, geprägt durch verschiedene muldenartige Vertiefungen (Champ du Mont und Pré Rond) besitzt keine oberirdischen Fließgewässer, weil das Niederschlagswasser im verkarsteten Untergrund versickert. Nach Südosten erstreckt sich das vormalige Gemeindeareal in das bewaldete Gebiet (Bois du Roi) am Nordabhang der Höhen von Cicon. Hier wird mit 863 m die höchste Erhebung von Rantechaux erreicht.
Nachbarorte von Rantechaux sind Épenoy im Norden, Passonfontaine im Osten, Vanclans im Süden sowie Étray im Westen.

## Geschichte
Schon während der Burgunderzeit im 6. Jahrhundert befand sich auf dem heutigen Gebiet von Rantechaux ein Dorf der Warasker. Im Mittelalter gehörte Rantechaux zu den Herrschaften Cicon und Châteauvieux. Zusammen mit der Franche-Comté gelangte das Dorf mit dem Frieden von Nimwegen 1678 an Frankreich.
Mit 1. Januar 2009 erfolgte eine Änderung der Arrondissementszugehörigkeit der Gemeinde. Bislang zum Arrondissement Besançon gehörend, kamen alle Gemeinden des Kantons zum Arrondissement Pontarlier.

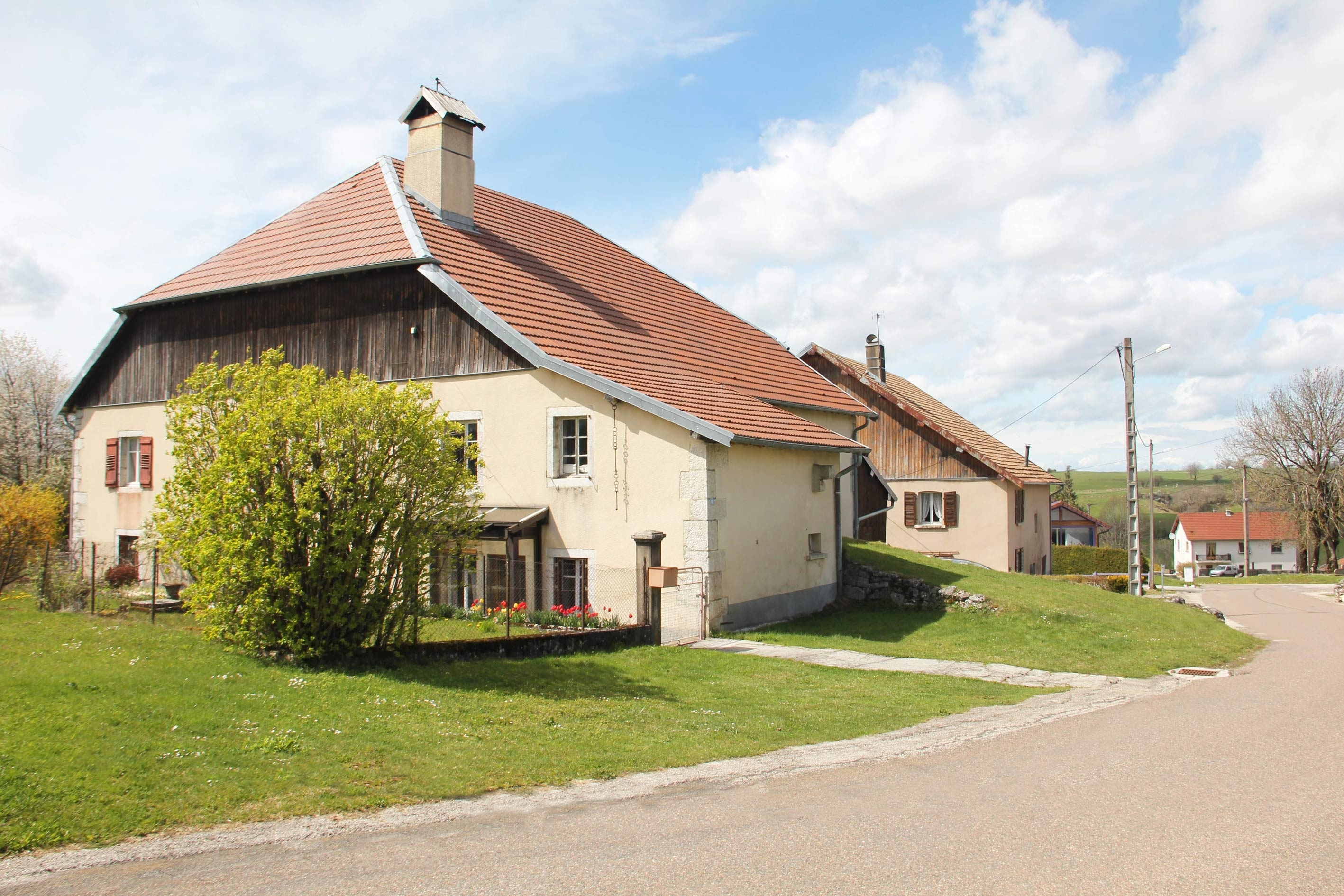
Bauernhaus in Rantechaux

Die Gemeinde Rantechaux wurde mit Wirkung vom 1. Januar 2016 mit Nods, Athose, Chasnans, Hautepierre-le-Châtelet und Vanclans zur Commune nouvelle Les Premiers Sapins zusammengelegt.

## Sehenswürdigkeiten
Die Dorfkirche Rois-Mages (Dreikönigskirche) von Rantechaux wurde 1863 im Stil der Neugotik an der Stelle einer mittelalterlichen Kapelle errichtet. Im Ortskern sind verschiedene Bauernhäuser im charakteristischen Stil der Franche-Comté aus dem 18. und 19. Jahrhundert erhalten.

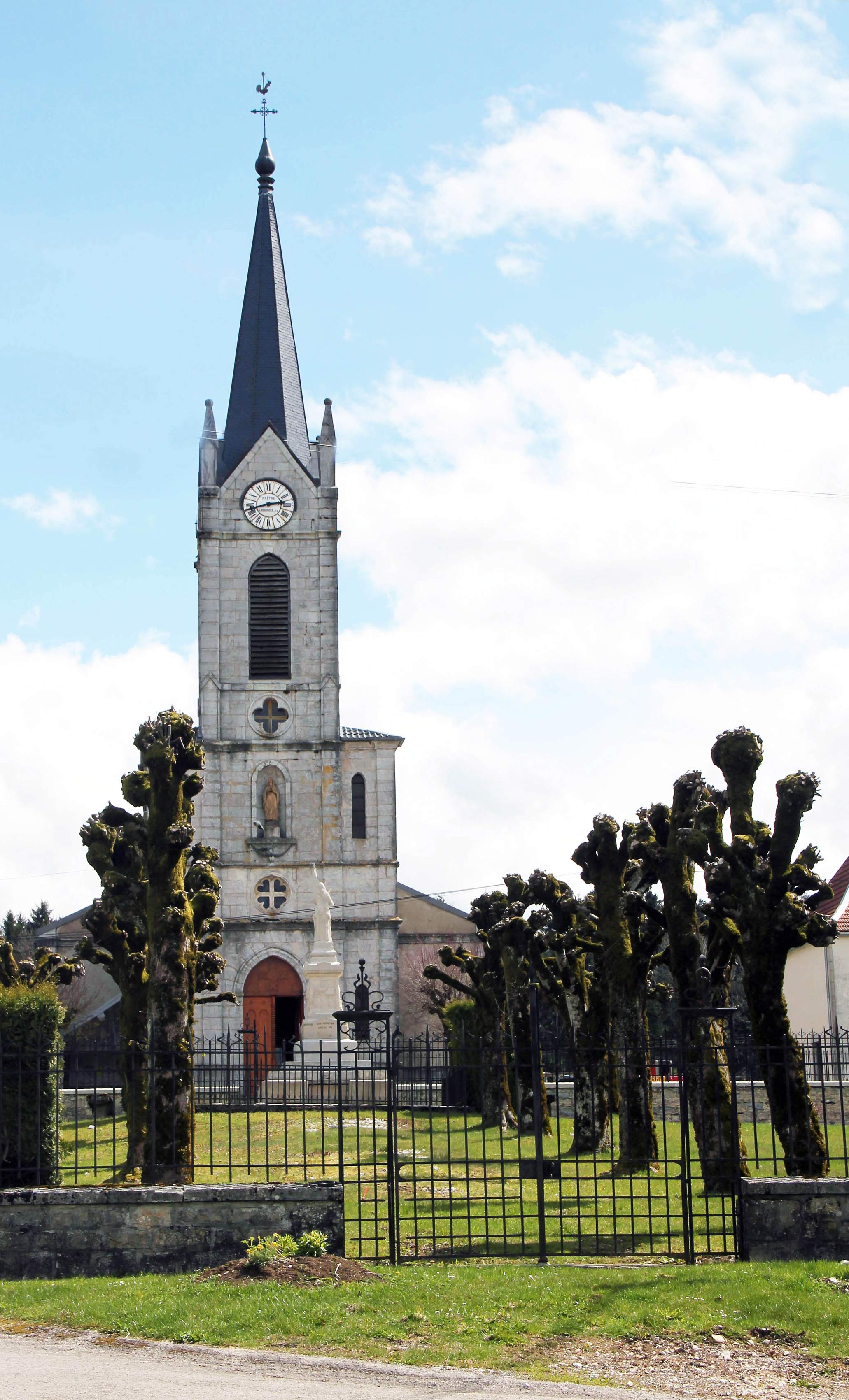
Greikönigs-Kirche

| Bevölkerungsentwicklung | Bevölkerungsentwicklung |
| Jahr                    | Einwohner               |
| ----------------------- | ----------------------- |
| 1962                    | 128                     |
| 1968                    | 136                     |
| 1975                    | 101                     |
| 1982                    | 120                     |
| 1990                    | 135                     |
| 1999                    | 186                     |
| 2004                    | 193                     |
| 2016                    | 176                     |

## Bevölkerung
Mit zuletzt 176 Einwohnern (Stand 1. Januar 2016) gehörte Rantechaux zu den kleinen Gemeinden des Départements Doubs. Nachdem die Einwohnerzahl in der ersten Hälfte des 20. Jahrhunderts abgenommen hatte (1886 wurden noch 178 Personen gezählt), wurde seit Mitte der 1970er Jahre wieder ein kontinuierliches Bevölkerungswachstum verzeichnet.

## Wirtschaft und Infrastruktur
Rantechaux war bis weit ins 20. Jahrhundert hinein ein vorwiegend durch die Landwirtschaft (Ackerbau, Obstbau und Viehzucht) und die Forstwirtschaft geprägtes Dorf. Daneben gibt es heute einige Betriebe des lokalen Kleingewerbes. Mittlerweile hat sich das Dorf auch zu einer Wohngemeinde gewandelt. Viele Erwerbstätige sind Wegpendler, die in den größeren Ortschaften der Umgebung ihrer Arbeit nachgehen.
Die Ortschaft liegt abseits der größeren Durchgangsstraßen, ist aber von den Hauptstraßen N57 und D461 leicht erreichbar. Straßenverbindungen bestehen mit Valdahon, Nods und Passonfontaine.